# George P. Smith
George Pieczenik Smith (Norwalk, 10 de março de 1941) é um químico norte-americano.

## Biografia
É professor emérito de ciências biológicas na Universidade Missouri-Columbia. Foi distinguido com o Prêmio Nobel da Química em 2018 pela análise de peptídeos e anticorpos.
Estudou biologia no Haverford College, foi professor do ensino secundário e técnico de laboratório durante um ano e obteve o doutoramento em bacteriologia e imunologia na Universidade de Harvard. Foi pós-doutorado na Universidade de Wisconsin (com o futuro prêmio Nobel Oliver Smithies) antes de se juntar à faculdade de Missouri-Columbia em 1975. Passou o ano acadêmico 1983-1984 na Universidade Duke com Robert Webster.
É conhecido por desenvolver uma técnica na qual o código genético de uma proteína específica se insere artificialmente no gene da proteína da coberta de um bacteriófago, o que faz que a proteína se mostra no exterior do bacteriófago. Smith descreveu a técnica das amostras de fagos pela primeira vez em 1985. Foi laureado com o laureado com o Prêmio Nobel de Química de 2018 por este trabalho, dividindo o prêmio com Gregory Winter e Frances Arnold.

## Prêmios e distinções
- Prêmio Pro mega de Investigação em Biotecnologia 2007[5]
- 2001 - eleito membro da AAAS[6]
- 2000 - professor da Universidade de Missouri[6]
- Nobel de Química de 2018, juntamente com Gregory Winter e Frances Arnold[7]